# Bruno Canino
Bruno Canino es un pianista, profesor y compositor de música italiano.

## Biografía
Nació en Nápoles (Italia) en 1935. Estudió piano y composición en el Conservatorio de Milán con Bruno Bettinelli. En 1956 y 1958 ganó el primer premio del Festival de Darmstadt. A partir de entonces desarrolló una destacada carrera internacional como concertista, músico de cámara y solista.
Ha acompañado a artistas de la talla de los violinistas Itzhak Perlman, Franco Mezzena, Saschko Gavriloff y Joaquín Palomares, el violonchelista Siegfried Palm, el flautista Severino Gazzelloni o la cantante Cathy Berberian, entre otros. También ha colaborado con los pianistas Antonio Ballista y András Schiff. Es miembro del Trío de Milán, junto a Filippini y Ferratese. 
Ha estrenado numerosas obras contemporáneas, algunas escritas expresamente para él, de Luciano Berio, Franco Donatoni, Mauricio Kagel, Rolf Lieberman, Wolfgang Rihm o Iannis Xenakis. Por su parte, ha escrito obras modernas para distintas formaciones de cámara: Cadenze, Impromptu n.º 1 y 2 y Piano Rage Music. Desde 1961 es profesor del Conservatorio de Milán.